# Нежинский полк
Нежинский полк, Полк Нежинский — административная и военная единица Его Королевской Милости Войска Запорожского и Его Царского Пресветлого Величества Войска Запорожского, со столицей полка в городе Нежин, с 1649 года.
К другим крупным городам полка относились Прилуки, Глухов и Батурин. Двое последних в разное время были столицами Запорожского войска.

## История
Нежинский полк был основан в 1648 году, в другом источнике указано что нежинский полковник Степан Остраница (Остранин), в 1637 году, присоединил к восстанию Павлюка (настоящее имя — Карп Павлович Гудзан). Полк Нежинский в 1653 году расширился за счёт присоединения к нему соседнего Новгород-Северского полка. В этот период времени полк состоял из десяти сотен черкас.
По многочисленным просьбам запорожцев, в Москве, было принято решение Земским Собором, от 1 октября 1653 года, о принятии Войска Запорожского со всеми полками в подданство Русского царя.
В 1663 году от Нежинского полка отделился новообразованный Стародубский полк.

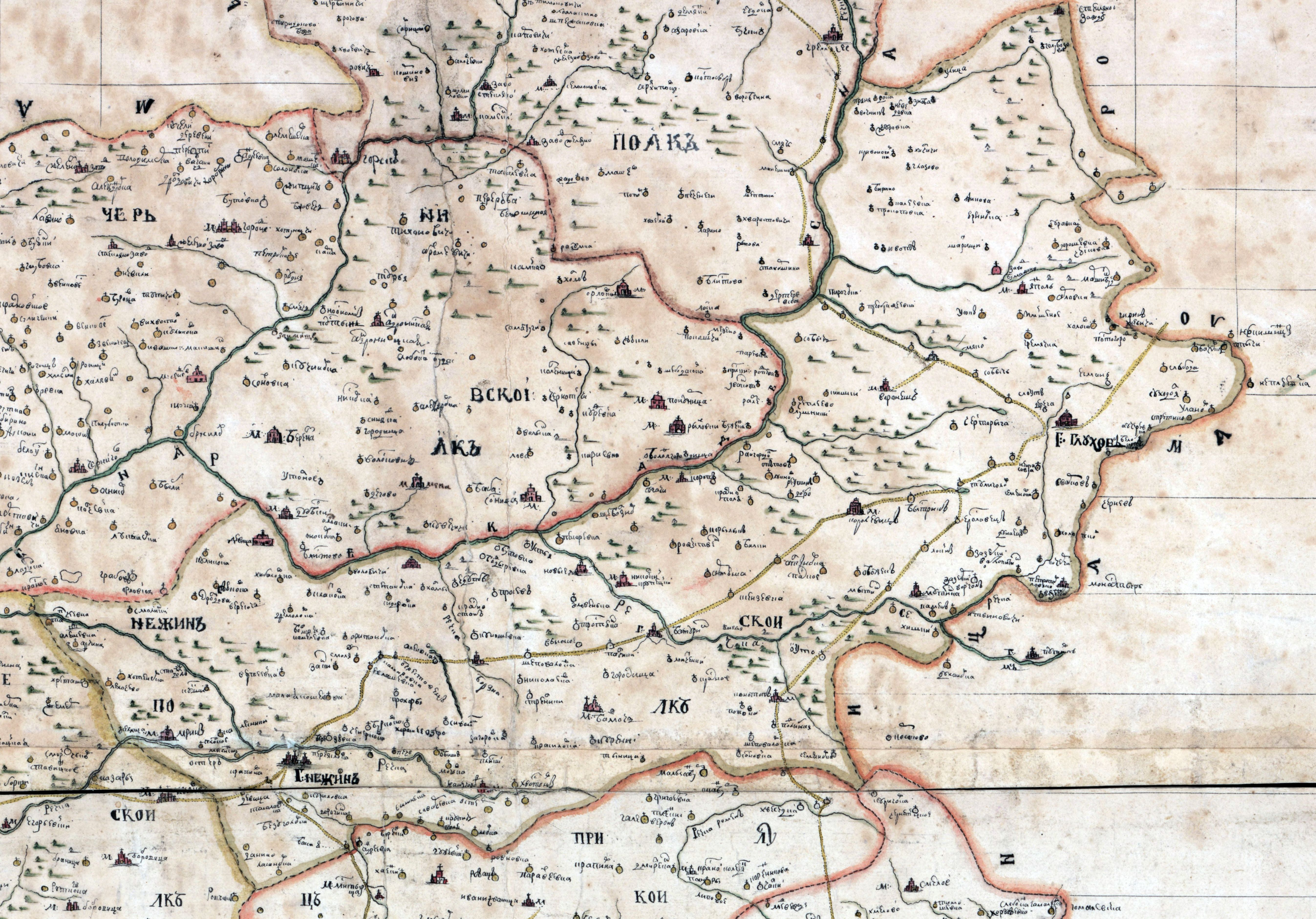
Территория Нежинского полка в середине XVIII века.

В Малороссии, с проведением судебной реформы 1763 года, поселённые полки делились по судебным делам на поветы. Нежинский полк, был разделён на три повета. В каждом повете был учреждён земский суд (поветовый земской суд), пребывавший в поветовом городе.
В 1782 году согласно указу Екатерины II полк, как административная единица, был расформирован и включён в Черниговское наместничество. А из сотен полка 28 июня 1783 года сформирован Нежинский конный полк Малороссийской конницы.

## Полковники
Полковник Нежинский (нежинский полковник) или Полковники Нежинского полка (год), представлены как выборные радой так и наказные:
1. Остраница, Степан (Остранин) (1637)[2][3];
2. Шумейко, Прокопий (1648—1651).
3. Володковский, Аввакум — наказной полковник в 1649.
4. Логвиненко, Василий — наказной полковник в 1650.
5. Сухина, Лукьян (1651—1652).
6. и «всего севера» Золотаренко, Иван Никифорович[9][10] (1653—1655).
7. Носенко, Иван Ефремович — наказной полковник в 1654.
8. Каторжный, Роман — наказной полковник в 1654.
9. Золотаренко, Василий Никифорович[7] (1655—1656)
10. Кобылецкий, Григорий — наказной полковник в 1655 и 1656.
11. Гуляницкий, Григорий[11] (1656—1659).
12. Креховецкий, Иван Томашевич — наказной полковник в 1656.
13. Гороховский, Иван — наказной полковник в 1657.
14. Гуляницкий, Иван — наказной полковник в 1657.
15. Солонина, Богдан — наказной полковник в 1657—1658.
16. Кобылецкий, Григорий — наказной полковник в 1658.
17. Золотаренко, Василий Никифорович (1659—1663).
18. Немирич, Юрий Стефанович — наказной полковник в 1659.
19. Рославец, Пётр — наказной полковник в 1660.
20. Завадский, Фёдор — наказной полковник в 1660.
21. Ракушка-Романовский, Роман Анисимович — наказной полковник в 1660.
22. Завадский, Фёдор — наказной полковник в 1662.
23. Бут, Левко — наказной полковник в 1662.
24. Рычанский, Пётр — наказной полковник в 1663 и 1665.
25. Гвинтовка, Матвей Никитович (Никитич)[6] (1663—1667).
26. Кобылецкий, Григорий — наказной полковник в 1665.
27. Ракушка-Романовский, Роман Анисимович — наказной полковник в 1665.
28. Мартынович, Артём (1667—1668).
29. Шендюх, Матвей Юрьевич — наказной полковник в 1668.
30. Золотаренко, Евстафий Васильевич — наказной полковник в 1666 и 1670.
31. Уманец, Филип Иванович (1669—1674).
32. Шендюх, Матвей Михайлович — наказной полковник в 1671.
33. Игуменский, Василий — наказной полковник в 1672.
34. Барсук, Марко Иванович (1674—1677).
35. Жураковский, Яков Михайлович[12] (1678—1685 (1881[12])).
36. Игуменский, Василий — наказной полковник в 1678.
37. Непрах, Иеремия Андреевич (1686—1687).
38. Забела, Степан Петрович (1687—1694).
39. Довгелевский, Никита — наказной полковник в 1691.
40. Шендюх, Матвей Юрьевич — наказной полковник в 1691.
41. Кандыба, Фёдор Андреевич — наказной полковник в 1693.
42. Обидовский, Иван Павлович (1695—1701).
43. Тарасевич, Аввакум Тарасович — наказной полковник в 1697.
44. Жураковский, Лукьян Яковлевич (1701—1718).
45. Толстой, Пётр Петрович (1719—1727).
46. Костенецкий, Григорий — наказной полковник в 1721.
47. Шрамченко, Леонтий — наказной полковник в 1732.
48. Хрущёв, Иван Семёнович (1727—1742).
49. Тарасевич, Евстафий Иосифович — наказной полковник в 1736.
50. Ракушка-Романовский, Григорий Романович — наказной полковник 1727.
51. Грановский, Леонтий (1734)[13]
52. Кужчич, Иван Ананьевич — наказной полковник в 1736.
53. Величковский, Иван — наказной полковник в 1736.
54. Божич, Иван Пантелеймонович (1742—1751).
55. Кочубей, Семён Васильевич (1746—1751).
56. Разумовский, Пётр Иванович[14] (1753—1771).
57. Безбородко, Александр Андреевич — наказной полковник в 1768—1773.
58. Жураковский, Андрей Яковлевич (1772—1782).